# Robert Lechner (pilote)
Pour les articles homonymes, voir Robert Lechner.
Robert Lechner, né le 1er octobre 1977 à Salzbourg, est un pilote automobile autrichien de compétitions essentiellement sur circuits pour voitures de Tourisme, monoplaces, et voitures de Grand Tourisme.

## Biographie
Après des débuts motocyclistes, sa carrière en sport automobile s'étale de 1995 à 2009 (dernière saison en Mini Challenge allemand).
Il remporte les 24 Heures du Nürburgring en 2002 avec Peter Zakowski et Pedro Lamy, sur Chrysler Viper GTS-R (A8) du Zakspeed Racing, terminant encore troisième de cette épreuve d'endurance en 2005 avec Zakowski et Sascha Bert (de) (voiture identique, en conservant une victoire de classe A8) après avoir été deuxième du Grand Prix de Brno en 2004.

## Titres
- Champion d'Autriche de Formule Ford en 1995 et 1996;
- Champion d'Allemagne de Formule Renault en 1997 (sur Tatuus RC97 - 3 victoires);
  - vice-champion d'Allemagne de Formule 3 en 1998 (sur Dallara F397 - 2 victoires; 4e en 1999, puis obtenant la même place dans le championnat nippon F3 la saison suivante sur une Dallara F300);
  - vice-champion des V8Star Series en 2002 avec le Zakspeed Racing (derrière Johnny Cecotto; 4e en 2003; total de 7 victoires entre 2001 et 2003).

(Nota Bene: Walter Lechner a, quant à lui, été champion Interserie en 1983, de Division 1 en 1987 et 1989, et de Division 2 en 1994, 1995 et 1996.)